# پناهگاه حیات وحش قراویز
پناهگاه حیات وحش قراویز یک پناهگاه حیات وحش با مساحت ۳۵۵۰ هکتار است که در استان کرمانشاه در ایران قرار دارد. این پناهگاه حیات وحش طبق مصوبهٔ شمارهٔ ۶۲۶ در تاریخ ۹۹/۱۱/۰۶ در فهرست مناطق تحت حفاظت سازمان محیط زیست ایران قرار گرفت.